# 실내초등학교
실내초등학교는 대한민국 강원특별자치도 화천군에 있는 초등학교다.